# Bellanca 28-90
Le Bellanca 28-90 Flash était un avion militaire américain dérivé à partir d'une version antérieure de l'air racer développé dans les années 1930, pour exportation vers l'Espagne afin de prendre part à la Guerre Civile espagnole. Il n'a jamais atteint l'Espagne et la commande fut détournée vers la Chine, où les avions ont brièvement eu du service. Par après, un nouveau lot à destination de l'Espagne a terminé au Mexique.

## Conception et développement
Le Bellanca 28-70 air racer construit par Giuseppe Mario Bellanca en 1934 pour la Course MacRobertson a été livré à la Grande-Bretagne, mais a été incapable de participer à la course en raison du manque de temps pour préparer convenablement l'avion. Il est allé aux États-Unis pour terminer ses essais, mais a été gravement endommagé dans un accident à l'atterrissage. En 1936, l'avion a été reconstruit avec un moteur P&W "Twin Wasp" de 900 cv et rebaptisé 28-90. Après avoir été acheté par le coureur de longues distances Britannique James Mollison, l'avion est rebaptisé Dorothy d'après l'actrice son amie Dorothy Ward. Mollison utilisa le Bellanca 28-90 pour un nouveau record de vitesse transatlantique les 29 et 30 octobre 1936 et plus tard dans l'année fit une tentative d'un record de longue-distance Londres-le Cap qui a été abandonnée. En 1937 Mollison s'est envolé pour Madrid et vendit l'avion au gouvernement Républicain d'Espagne.

## Historique opérationnel
Le gouvernement Républicain espagnol, ayant un besoin désespéré d'avions militaires modernes, a passé une commande de 20 avions en 1936 par le biais d'un "lien de dépendance" avec Air France. Dans le but de contourner les restrictions à l'exportation du gouvernement américain eu égard aux lois de Neutralité visant à faire cesser les exportations vers des combattants en Europe, les Bellanca 28-90 ont été marquées avec une fausse livrée Air France et déclarés par Bellanca comme étant des avions postaux. La vérité a été découverte et l'autorisation d'exportation refusée. Néanmoins, le gouvernement Chinois a réussi à obtenir la permission d'acheter l'avion et ils lui ont été expédiés. Équipé de porte-bombes et de mitrailleuses montées dans le fuselage à Hangkow, ce premier lot de machines a vu un bref service, bien que sept d'entre eux furent détruits au sol à la suite de raids japonais, sans jamais avoir vu le combat. Le reste a été détruit dans les tests.
Dans la foulée, le gouvernement espagnol essaya de nouveau, commandant 22 exemplaires comme "formateurs" avec paiement plein d'avance, les avions devant cette fois être exportées vers une école de pilotage réserviste privée grecque. La vérité a encore été trouvée et l'autorisation d'exportation refusée. Les espagnols ont finalement réussi à acheter pour exportation vers le Mexique, mais avec leur vraie destination en Espagne. Cependant, avant que l'aéronef ne puisse être fourni, la Guerre Civile espagnole était terminée. Après une attente de plus d'un an dans un entrepôt à Veracruz, ils ont en finalement été rachetés par la Force aérienne mexicaine, où ils ont servi de 1939 à 1940 puis laissés à terre pour des raisons de sécurité.
En 1946, les 19 survivant furent acquis par The Charles E. Babb Company et expédiés à Glendale, en Californie. Une vente finale des Bellancas encore dans des caisses d'emballage d'origine a été faite à l'US Navy, où les avions ont été distribués aux Centres Techniques comme aides à la formation.

## Les opérateurs
République de Chine
- Force Aérienne Nationaliste Chinoise

 Mexique
- Mexican Air Force

 Espagne
- Armée de l'air

## Spécifications
Caractéristiques générales
- Équipage : deux, pilote et observateur
- Longueur : 8,08 m (26,5 ft)
- Envergure : 14,08 m (46,16 ft)
- Surface alaire : 25,9 m2 (279 ft2)
- Masse typique : 3 560 kg (7 849 lb)
- Moteur : 1  Pratt & Whitney R-1830 de 716 kW (960 ch)

 Performances 
- Vitesse maximale : 450 km/h (280 mph)
- Distance franchissable : 1 290 km (800 NM)
- Plafond : 9 300 m (30 500 ft)
- Vitesse ascensionnelle : 14,2 m/s (2 800 ft/min)